# Lunoj byl polon sad
Lunoj byl polon sad (russisk: Луной был полон сад) er en russisk spillefilm fra 2000 af Vitalij Melnikov.

## Medvirkende
- Zinaida Sjarko som Vera Andrejevna
- Kristina Budykho
- Nikolaj Volkov som Aleksej Ivanovitj
- Ruslan Fomitjov
- Lev Durov som Grigorij Petrovitj